# يوكيكو كاواشيما
يوكيكو كاواشيما (باليابانية: 川島有紀子) هي لاعبة هوكي الجليد يابانية، ولدت في 16 نوفمبر 1996.